# Vùng của Namibia
Các đơn vị hành chính của Namibia được đề xuất bởi các Ủy ban Định giới và được chấp thuận hoặc bác bỏ bởi Quốc hội. Ủy ban Định giới đầu tiên, chủ tịch là Chánh án Johan Strydom, đề xuất vào năm 1992 rằng Namibia nên được chia thành 13 vùng, con số này sau đó đã được thay đổi bởi Ủy ban Định giới thứ 4. Tính đến tháng 8 năm 2013, có cả thảy 14 vùng, các vùng được chia thành 121 đơn vị bầu cử.
| #  | Vùng              | Thủ phủ       | Dân số (theo điều tra năm 2011) | Diện tích (km²) | Mật độ dân số (người/km²) |
| -- | ----------------- | ------------- | ------------------------------- | --------------- | ------------------------- |
| 1  | Vùng Kunene       | Opuwo         | 86,856                          | 115,260         | 0.8                       |
| 2  | Vùng Omusati      | Outapi        | 243,166                         | 26,551          | 9.1                       |
| 3  | Vùng Oshana       | Oshakati      | 176,674                         | 8,647           | 20                        |
| 4  | Vùng Ohangwena    | Eenhana       | 245,446                         | 10,706          | 22                        |
| 5  | Vùng Oshikoto     | Omuthiya      | 181,973                         | 38,685          | 4.7                       |
| 6  | Kavango Tây       | Nkurenkuru    | 107,905                         | 23,166          | 4.7                       |
| 7  | Kavango Đông      | Rundu         | 115,447                         | 25,576          | 4.5                       |
| 8  | Vùng Zambezi      | Katima Mulilo | 90,596                          | 14,785          | 6.1                       |
| 9  | Vùng Erongo       | Swakopmund    | 150,809                         | 63,539          | 2.4                       |
| 10 | Vùng Otjozondjupa | Otjiwarongo   | 143,903                         | 105,460         | 1.4                       |
| 11 | Vùng Omaheke      | Gobabis       | 71,233                          | 84,981          | 0.8                       |
| 12 | Vùng Khomas       | Windhoek      | 342,141                         | 36,964          | 9.2                       |
| 13 | Vùng Hardap       | Mariental     | 79,507                          | 109,781         | 0.7                       |
| 14 | Vùng ǁKaras       | Keetmanshoop  | 77,421                          | 161,514         | 0.5                       |

## tham khảo
1. ↑  Immanuel, Shinovene (ngày 12 tháng 4 năm 2012). "Caprivi is no more". The Namibian. Bản gốc lưu trữ ngày 14 tháng 10 năm 2013. Truy cập ngày 15 tháng 7 năm 2019.
2. ↑  Namibia at GeoHive Lưu trữ ngày 22 tháng 5 năm 2012 tại Wayback Machine
3. ↑  "Namibia's Population by Region". Election Watch. số 1. Institute for Public Policy Research. 2013. tr. 3.

- "Namibia 2001 Population and Housing Census". National Planning Commission. 2001. Bản gốc lưu trữ ngày 11 tháng 1 năm 2012. Truy cập ngày 27 tháng 12 năm 2008.